# MC5
MC5 (англ. Motor City Five) — американський хард-рок гурт, утворений 1964 року в місті Лінкольн Парк (англ. Lincoln Park), Мічиґан. До першого складу гурту ввійшли: Роб Тайнер (англ. Rob Tyner), справжнє ім'я якого Роберт Дермінер (англ. Robert Derminer), (*12 грудня 1944 — †18 вересня 1991) — вокал, Вейн Кремер (англ. Wayne Kramer), справжнє ім'я якого Вейн Кембес (англ. Wayne Kambes) (*30 квітня, 1948) та Фред «Сонік» Сміт (англ. Fred «Sonic» Smith) (*13 вересня 1949 — †4 жовтня 1994) за гітарами. Разом з ними грали ще декілька музикантів, які через творчі суперечки покинули гурт, а замість них прийшли басист Майкл Девіс (англ. Michael Davis) (*5 червня 1943) і барабанщик Денніс Томпсон (англ. Dennis Thompson) (справжнє ім'я Денніс Томік (англ. Dennis A.Tomich)). Саме цей склад найбільше запам'ятався аудиторії, ставши неперевершеною П'ятіркою з Мотор Сіті.

## Історія гурту

### Перші роки
Вейн, Томпсон і Сміт навчалися разом у Середній школі Лінкольн Парку (англ. Lincoln Park High School), проте, тоді не були знайомі одне з одним. Вейн і Томпсон були новачками цієї школи і старшими за Фредеріка, який навчався у восьмому класі, на рік. Деякий зв'язок був у Крамера із Тайнером: Вейн розділяв своє захоплення драґ перегонами з хлопцем, який мав брата Роберта. Тайнер, який на той час мав свої 17 років, був бітником і слухав джаз. Майкл Девіс був далеким від таких «тісних стосунків». На 1962 рік (у 18 років) він закінчив Касську технічну середню школу (англ. Cass Tech High School) і вступив у Вейнський університет (англ. Wayne State University), який покинув, щоб подорожувати спочатку до Флориди, а потім — Нью-Йорку.

### Успіх у Детройті
Перші два сингли — «I Can Only Give You Everything»/«One of the Guys» (1966) та «Looking At You»/«Borderline» (1968) — які випустили фірми відповідно «AMG RECORDS» та «A-Square Records A2», досконало передавали динамічне звучання гурту, який у цей період керувалася «політикою вулиці», проголошеною їх менеджером Джоном Сінклером (англ. John Sinclair). Завдяки співпраці з цим колишнім диск-жокеєм MC5 стали найвідомішою андерграундною формацією Детройта, а також отримали контракт з фірмою «Elektra», на якій дебютували лонгплеєм «Kick Out The Jams».

### Kick out the Jams
Цей концертний альбом, що зафіксував виступ у Grande Ballroom був дуже голосним, проте не відчувалося якоїсь неохайності. Платівка потрапила на тридцяте місце американського чарту, проте, внаслідок творчих непорозумінь щодо викрику Тайнера «Kick out the jams, motherfucker!», фірма «Elektra» розірвала контракт з MC5.

### Back in the USA
Гурт перейшов до фірми «Atlantic», а продюсером їх наступного альбому «Back In The USA» став рок-журналіст Джон Ландау, згодом менеджер Брюса Спрінгстіна. Самій платівці хоч і бракувало емоційності першого видання, все ж вона доводила, що музиканти спроможні непогано працювати в студії.

### High Time
На третьому альбомі гурту, що мав назву «High Time», дало про себе знати прагнення експериментувати, що підтверджувало участь у запису декількох джазових музикантів. Але незважаючи на все це у даній роботі не відчувалося єдності між учасниками гурту. Надалі MC5 перебралися до Європи, де виступала та записувалась під керівництвом Роєна О'Реймі, однак це не допомогло затримати поступовий занепад їх кар'єри, а вихід 1972 року зі складу гурту Дейвіса і Тайнер поставив крапку на подальшій діяльності формації.

### Останні роки
Про MC5 часто згадували у період розквіту панк-року і тоді кожен з учасників гурту міг насолоджуватись короткотривалою славою. Пізніше Дейвіс з'явився у Destroy All Monsters, «Сонік» Сміт одружився з Патті Сміт і взяв участь у запису її альбому «Dream Of Life», а також керував гуртом Sonic's Rendezvous (помер у листопаді 1994 року). Тайнер кілька разів намагався реанімувати MC5, а врешті-решт дебютував 1990 року як соліст альбомом «Blood Brothers». На жаль, наступного року він помер внаслідок серцевого нападу. Креймер виступав з власними гуртами Air Raid, Gang War, Death Tongue та співпрацював з Міком Фарреном. Томпсон був учасником двох формацій — The New Order (не треба плутати з манчестерською групою) та New Race.
Незважаючи на свою нетривалу кар'єру, МС5 завдяки своїй творчості стали легендою та одним з найбезкомпромісніших рок-гуртів, а також здобули разом з The Stooges титул піонерів панк-року.

## Дискографія

### Сингли
- «I Can Only Give You Everything»/«One of the Guys» (Березень 1966)[4]
- «Looking at You»/«Borderline» (Записаний у січні 1968, виданий 7-ми дюймовою платівкою у березні1968)[5]
- «I Can Only Give You Everything»/«I Just Don't Know» (Весна 1969)[6]
- «Kick Out the Jams»/«Motor City is Burning» (Січень 1969)[7]
- «Tonight»/«Looking at You» (15 жовтня 1969)[8]
- «Shakin' Street»/«The American Ruse» (13 березня 1970)[9]
- «Over and Over»/«Sister Anne» (Запланований до випуску 11 жовтня 1971) (так і не побачив світ на 7-ми дюймовій платівці, згодом перевиданий в одній з компіляцій)[10]

### Студійні альбоми
- Kick Out The Jams (1968)
- Back In The USA (1970)
- High Time (1971)

### Компіляції
- Babes In Arms (1988)
- Live In Detroit 1968-1969 (1988)
- Do It (1988)
- Babes In Arms (1990)
- Powep Trip (10" LP) (1994)
- Back To Come (1994)
- Look At You (1994)
- American Ruse (10" LP) (1995)
- Thunder Express — One Day In The Studio (1995)
- Ice Pick Slim (10" LP) (1995)
- Looking At You (10" LP) (1995)
- Teenage Lust (1996)
- Purity Accuracy (2004) (бокс сет)
- Are You Ready To Testify?: The Live Bootleg Anthology (2005)

## Фільмографія
- MC5: Kick Out the Jams (1999)
- MC5: A True Testimonial (2002)